# Fridolin Honold

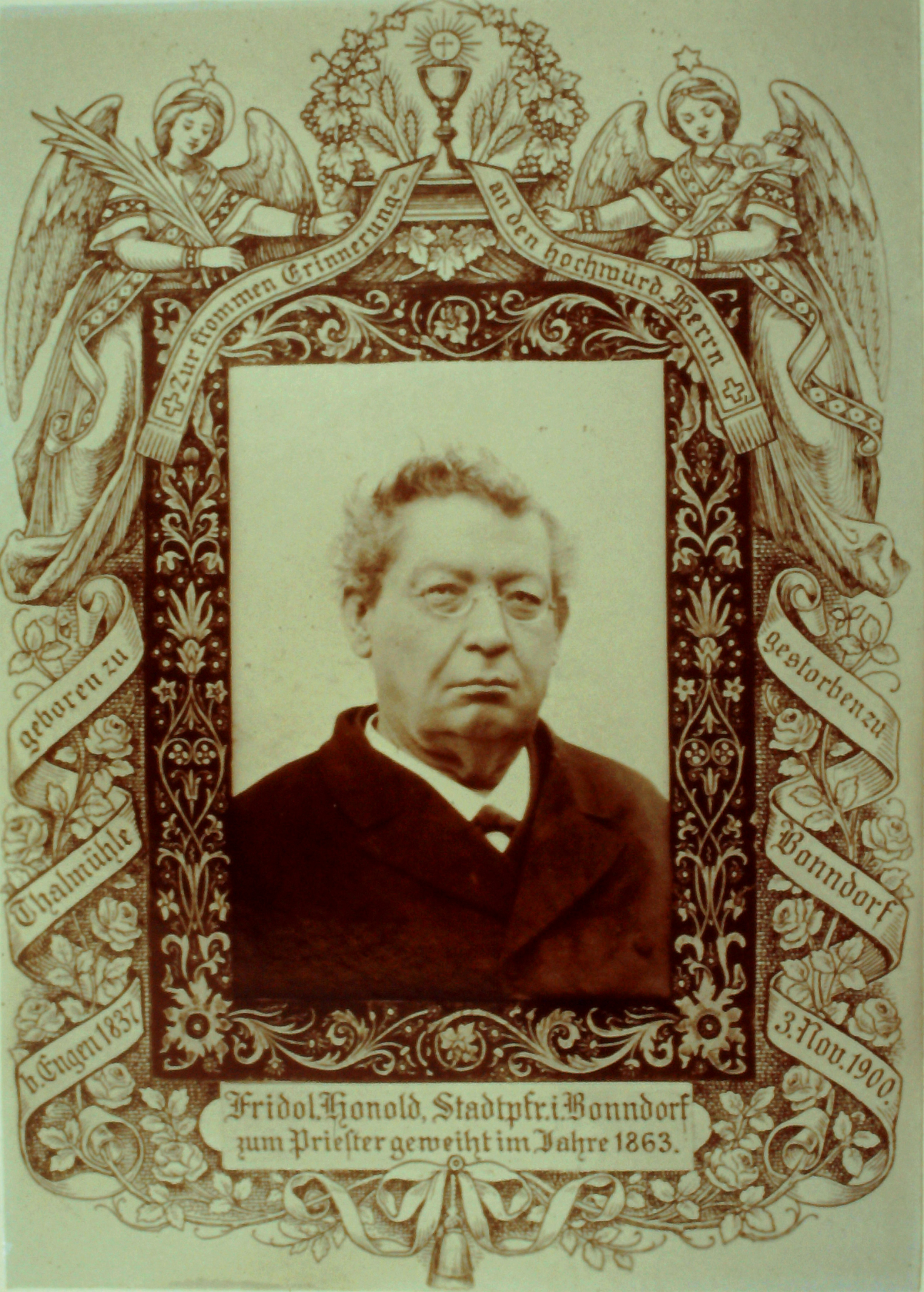
Fridolin Honold

Fridolin Honold (* 29. November 1837 in Thalmühle bei Engen; † 3. November 1900 in Bonndorf im Schwarzwald) war ein deutscher katholischer Priester.

## Leben
Fridolin Honold war der Sohn von Dominik Honold und Juliana Rothakar. Er wurde am 30. November 1837 in Engen getauft. Honold besuchte das Lyceum in Konstanz.
Er studierte an der Universität Freiburg Katholische Theologie und war „der begabteste“ Stubenkamerad im Collegium Borromaeum von Heinrich Hansjakob, 1863 wurde er von Erzbischof Hermann von Vicari zum Priester geweiht. Nach Kaplansjahren wurde er 1868 Pfarrverweser in Altglashütten und war von 1881 bis zu seinem Tode 1900 Pfarrer in Bonndorf.

### Priester und Kunstmäzen
Als Fridolin Honold 1881 als Pfarrer nach Bonndorf kam, fand er eine neue, aber spartanisch ausgestattete Pfarrkirche vor. Für die 1842 abgebrannte Kloster- und Pfarrkirche baute der badische Staat, da er nach der Auflösung des Paulinerklosters für die Kirche baupflichtig war, über der Stadt bis 1850 die Kirche St. Peter und Paul, deren unzureichende Innengestaltung über viele Jahre Anlass zur Klage gab. Pfarrer Honold, der sehr viel Sinn für Kunst, namentlich für Malerei hatte, konnte sich mit der geringen Ausgestaltung der Kirche nicht anfreunden. Er verglich das Innere der Kirche daher mit einem geleerten Magazin und setzte sich unermüdlich für eine Ausgestaltung der Kirche ein. Seine Hartnäckigkeit hatte Erfolg und die Kirche wurde zwischen 1893 und 1900 von dem Bildhauer, Maler und Altarbauer Franz Joseph Simmler neu gestaltet. Simmler war das ausführende Organ, während Honold das Konzept für die Ausgestaltung der Kirche lieferte. Besonders die Gestaltung des Chores mit den Sieben Sakramenten und dem Bilderzyklus des Credos an den Wänden des Hochschiffes tragen die (theologische) Handschrift des Geistlichen. Pfarrer Honold opferte nicht nur Zeit und seine nimmermüde Energie, sondern auch sein Privatvermögen dem Anliegen einer möglichst reichen, qualitätsvollen und würdigen Ausstattung dieses Gotteshauses. Simmler soll Honold als Gast in der Darstellung des Sakraments der Ehe im Chor der Kirche porträtiert haben. Zumindest erkennt man auf Simmlers Version von Overbecks Vorlage auf der rechten Seite weniger Gäste.

### Anfeindungen
Pfarrer Honold stand in sehr hohem Ansehen, wohl auch deswegen, weil er sich als Seelsorger verstand und sich bewusst aus der Politik heraushielt. So pflegte er freundlichen Umgang mit liberalen Gemeindemitgliedern ebenso wie mit Protestanten. Zur damaligen politischen Parteienlandschaft äußerte er sich:

„Wer für das Zentrum seine Stimme abgibt, möge es thun; wer das nicht will, soll es bleiben lassen.“

Diese Haltung und die Tatsache, dass der liberale Bonndorfer Sparkassenverwalter Ferdinand Kriechle seit 1895 als Abgeordneter im badischen Landtag saß, missfiel Theodor Wacker, dem Parteivorsitzenden der Zentrumspartei und Pfarrer in Zähringen, sowie dem Freiburger Domkapitel. Im September 1896 schrieb Josef Schofer im Auftrag des Domkapitulars Jakob Schmitt (1834–1915) einen geheimen Brief an den Bonndorfer Vikar Mamertus Duffner (* 1868). Über diesen wurde er ersucht, alles, was er über den ärgerlichen Lebenswandel seines Prinzipals in Erfahrung bringen kann, sorgfältig aufzuschreiben und mitzuteilen. Dabei solle er für jeden Punkt dokumentieren, ob er sich vollständig sicher sei oder es vermute und ob er es beobachtet oder vom Hörensagen habe. Vor dem Schreiben solle er beten, überlegen und prüfen. Danach solle aber, „was als wahr erkannt felsenfest niedergeschrieben“ werden. Duffner solle „ja kein falsches Mitleid“ haben, da es um die „Abwendung eines großen Ärgernisses und Rettung vieler Seelen“ ginge. Der Brief, der mit Laudetur Jesus Christus begonnen worden war, endete mit Schofers Versprechen, täglich für Duffner zu beten, sowie mit der Phrase „Gott und Mariens Schutz empfohlen“.
Vikar Duffner verlor (bewusst oder ungewollt) den Brief genau vor der Amtsstube Honolds. Zwischen Honold und Wacker kam es daraufhin zum Streit. Nach Veröffentlichung des Briefs am 19. Dezember 1897 in der Badischen Landeszeitung wurde der Streit in aller Öffentlichkeit ausgetragen. Wackers Verhalten gegen Kriechle und Honold war kurz zuvor in der Badischen Ständeversammlung vom nationalliberalen Abgeordneten Emil Fieser vorgebracht worden, als die umstrittene Wahl des Lörracher NLP-Abgeordneten Karl Dreher diskutiert wurde. Der preußische Gesandte in Baden, Karl von Eisendecher, berichtete seinen Vorgesetzten über Fiesers Äußerungen und die Veröffentlichung des Briefes.
Der Theologe Josef Müller (1855–1942) nannte diese „Affaire Wacker-Honold“ in seinem wenige Jahre später erschienenen Buch Der Reformkatholizismus als Beispiel für die „Streitsucht und Gehässigkeit unter den katholischen Priestern“.
Obwohl die Gemeinde geschlossen hinter ihrem Pfarrer stand und dies auch mit einer Sammlung von 256 Unterschriften gegenüber dem Ordinariat zum Ausdruck brachte und selbiges gegen Honold keinerlei Beanstandungen vorzubringen wusste, rissen die Verleumdungen gegen Honold für mehrere Jahre nicht ab. Er verfiel in seinem letzten Lebensjahr in ein Siechtum und starb bald darauf.

## Ehrungen

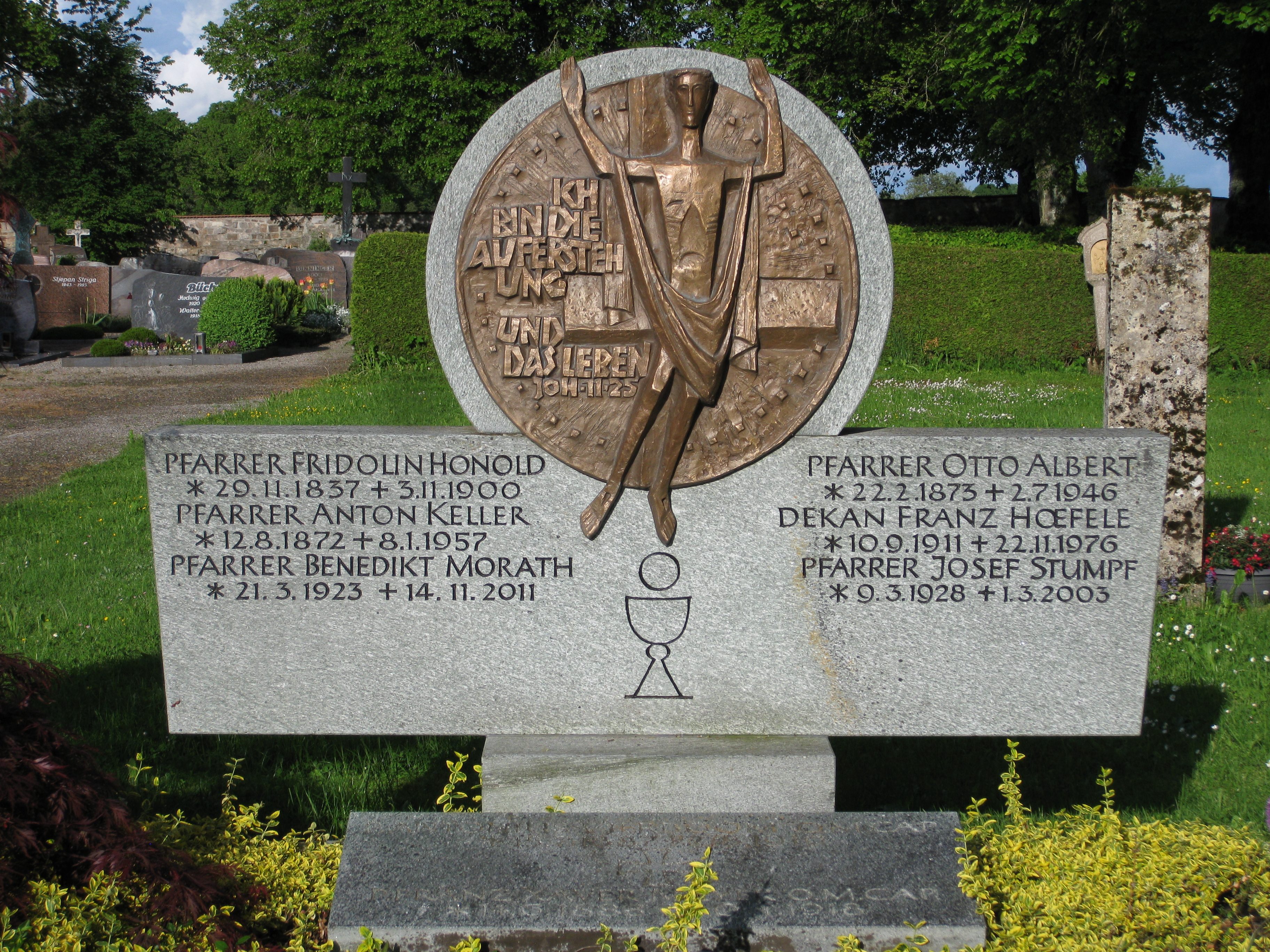
Priestergrab auf dem Bonndorfer Friedhof

Die Gemeinde Bonndorf setzte ihm auf dem Friedhof ein Denkmal. Im Zuge der Friedhofsumgestaltung wurde das Denkmal in den 1970er Jahren abgebaut und an dessen Stelle ein Priestergrab errichtet, in dem Honold bestattet ist.

## Veröffentlichungen
- Fridolin Honold, Adolf Birkenmayer (Bearb.): Archivalien aus Orten des Amtsbezirks Bonndorf. In: Zeitschrift für die Geschichte des Oberrheins. Bd. 51 / NF 12, 1897, S. m67–m85 (Textarchiv – Internet Archive).